# Javorje, Velike Lašče
Javorje je naselje v Občini Velike Lašče.